# Esben Reinholt
Esben Reinholt (født 13. april 1993) er en dansk basketballspiller, der spillede for det danske landshold. 
Reinholt blev testet positiv for doping (terbatulin) i forbindelse med landskampen mod Belgien den 17. august 2014. Han blev 12. november idømt en karantæne på to måneder. Dommen medførte, at han blev fyret af sit hold Charleroi i Belgien, og er derfor uden et hold, når karantænen udløber i januar 2015.
Esben Reinholt skiftede i november 2019 til Team FOG Næstved i Basketligaen hvor han fik en kontrakt for resten af sæsonen. 
Esben Reinholt far Steffen Reinholt spillede også på det danske landshold og broderen Tobias Reinholt er basketballspillere i udlandet.